# Barnard (kráter na Měsíci)
Barnard je měsíční kráter umístěný blízko východního okraje přivrácené strany Měsíce. Je spojen s jihovýchodním okrajem velkého kráteru Humboldt. Na severovýchodě leží kráter Curie a na jihovýchodě je Mare Australe. Kráter byl nazván podle amerického astronoma Edwarda E. Barnarda. Vnitřní část je nepravidelná s narušením na jihozápadním okraji a nerovná zvláště v jižní části. Blízko středu dna se nachází dvojice malých kráterů.

## Satelitní krátery

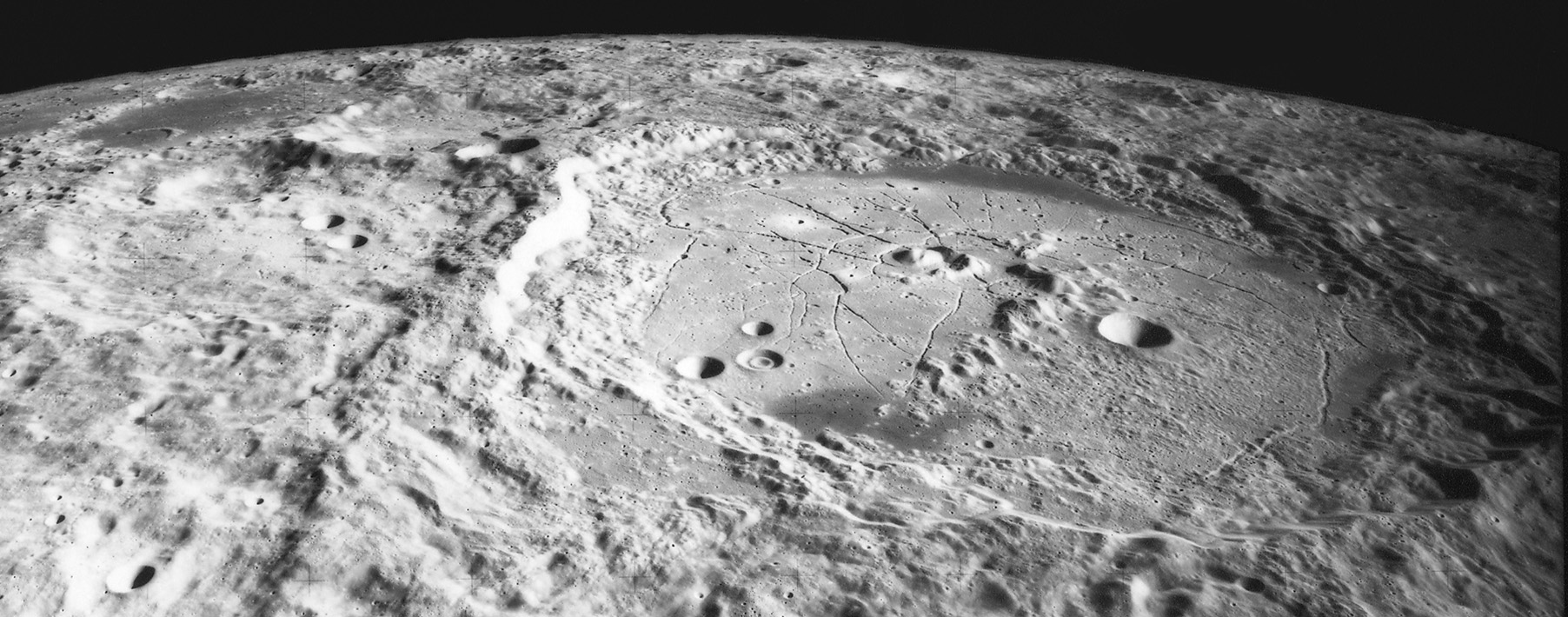
Krátery Humboldt (vpravo) a Barnard (vlevo).

V tabulce jsou krátery, které souvisí s kráterem Barnard.
| Barnard | Sel. šířka | Sel. délka | Průměr |
| ------- | ---------- | ---------- | ------ |
| A       | 32,1° J    | 85,1° V    | 15 km  |
| D       | 31,3° J    | 89,2° V    | 52 km  |